# Jean-Martin Charcot
Jean-Martin Charcot (París, 29 de noviembre de 1825-Montsauche-les-Settons, 16 de agosto de 1893) fue un neurólogo francés, profesor de anatomía patológica, titular de la cátedra de enfermedades del sistema nervioso y miembro de la Académie de médecine (1873) y de la Académie des Sciences (1883).
Fundó junto a Guillaume Duchenne la neurología moderna y fue uno de los más grandes médicos franceses. Su nombre se ha asociado con al menos 15 epónimos médicos, incluidas varias afecciones a las que a veces se hace referencia como enfermedades de Charcot.

## Biografía
El 29 de noviembre de 1825 nace en París. En 1860 empieza a impartir clases de anatomía patológica en la Universidad de París. Dos años después consigue plaza en el Hôpital de la Salpêtrière. En 1869 es el primero en describir la esclerosis lateral amiotrófica, conocida también como la enfermedad de Charcot. En 1873 ingresa en la Académie de médecine.
En 1882 se inaugura la primera cátedra de neurología del mundo, expresamente para él. Crea una escuela de neurología en la Salpêtrière, donde pronto comienza a impartir clase. Tres años después Sigmund Freud pasa un periodo de prácticas en la Salpétriêre, desde octubre de 1885 hasta febrero de 1886. Sigue las clases con pasión, se reúne con Charcot e incluso consigue los derechos de traducir al alemán algunos de sus trabajos.
De 1885 a 1887 se publican sus lecciones sobre las enfermedades del sistema nervioso.
En 1893 muere en Montsauche, en la Nièvre, cerca del lac des Settons.

## Obra
Charcot dirige la medicina mental por vías originales y fecundas. Pone en evidencia la relación existente entre las lesiones de ciertas partes del cerebro y la afectación de las habilidades motrices. Es el precursor de la psicopatología. Fundador de la escuela de neurología del Hôpital de la Salpêtrière, donde también imparte clases, con lecciones célebres de las que recoge una muestra importante en su obra en tres volúmenes Leçons sur les maladies du système nerveux faites à la Salpêtrière que fueron publicadas entre 1885 y 1887. Freud fue uno de sus alumnos, así como Joseph Babinski, Gilles de la Tourette, Gilbert Ballet y Jean Leguirec, inventor del método Benedicte. Médicos de muchos países acudieron a trabajar con él y recibir sus lecciones. Fueron relevantes sus investigaciones sobre la histeria.

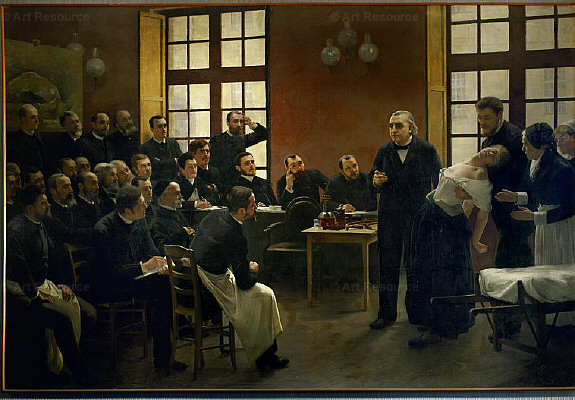
El Profesor Charcot en una de sus sesiones clínicas realizando sugestiones hipnóticas a una paciente histérica.

Estas sesiones clínicas, que Charcot realizaba en el Hôpital de la Salpêtrière de París, fueron inmortalizadas por Pierre-André Brouillet, en su célebre cuadro Una lección de histeria por Jean-Martin Charcot en 1887. El cuadro, un óleo sobre tela, reproduce una escena en la que el profesor Charcot realiza sugestiones hipnóticas a Blanche Wittmann, una de sus pacientes histéricas más conocida. Ésta, aparece en trance, con el cuerpo en hiperextensión y sujeta por las axilas por el neurólogo Joseph Babinski, uno de los alumnos predilectos de Charcot. Estas sesiones, a las que acudía lo más selecto de la sociedad parisina, llegaron a convertirse en todo un acontecimiento social.
Jean-Martin Charcot padecía una insuficiencia coronaria severa de carácter crónico y murió de un infarto de miocardio. Según otra versión habría muerto de un edema pulmonar.
Su hijo Jean-Baptiste Charcot (1867-1936), que también era médico, participó y dirigió varias campañas de exploración y de investigación oceanográfica en las regiones polares. Jean-Baptiste Charcot moriría en el mar a bordo del Pourquoi-Pas ? IV.

## Epónimos
El nombre de Charcot está asociado con muchas enfermedades y condiciones, entre ellas:
- Arteria de Charcot (arteria lenticuloestriada).
- Articulación de Charcot (artropatía diabética).[3]
- Enfermedad de Charcot (esclerosis lateral amiotrófica, el subtipo más común de enfermedad de la neurona motora, también conocida como enfermedad de Lou Gehrig).
- Enfermedad de Charcot-Marie-Tooth (atrofia muscular periférica), nombrada con Pierre Marie y Howard Henry Tooth.
- Síndrome de Charcot-Wilbrand (agnosia visual y pérdida de la capacidad de volver a visualizar imágenes), denominado con Hermann Wilbrand.
- Fiebre hepática intermitente de Charcot (dolor intermitente, fiebre intermitente, ictericia intermitente y pérdida de peso).
- Aneurismas de Charcot-Bouchard (aneurismas diminutos de las ramas penetrantes de la arteria cerebral media en hipertensos), nombrados con Charles-Joseph Bouchard.
- Triada de Charcot de colangitis aguda (dolor en el cuadrante superior derecho, ictericia y fiebre).
- Triada neurológica de Charcot de esclerosis múltiple (nistagmo, temblor intencional y disartria).
- Cristales de Charcot-Leyden debido a la lisis de eosinófilos en casos de enfermedades alérgicas, nombrado con Ernst Viktor von Leyden.
- Geroderma de Souques-Charcot: una variante de la enfermedad de Hutchinson-Gilford, nombrada con Alexandre-Achille Souques.
- Necrosis de Charcot-Gombault: un infarto biliar, nombrado con Albert Gombault.

## Edición en castellano
- Obras completas de Sigmund Freud. Buenos Aires/Madrid: Amorrortu editores. ISBN 978-950-518-577-1 / ISBN 978-950-518-579-5:
  - Volumen I - Publicaciones prepsicoanalíticas y manuscritos inéditos en vida de Freud (1886-1899):
    - 2. Prólogo a la traducción de J.-M. Charcot, Leçons sur les maladies du système nerveux (1886)
    - 12. Prólogo y notas de la traducción de J.-M. Charcot, Leçons du mardi de la Salpêtrière (1887-88) (1892-94)

  - Volumen III - Primeras publicaciones psicoanalíticas (1893-1899):
    - 2. Charcot (1893)
- Charcot, Jean-Martin (2003). Histeria. Jaén: Ediciones del Lunar. ISBN 978-84-95331-14-4.
- Charcot, Jean-Martin & Richer, Paul (2002). Los deformes y los enfermos en el arte. Jaén: Ediciones del Lunar. ISBN 978-84-95331-11-3.
- Charcot, Jean-Martin & Magnan, Victor (2002). Perversiones. Jaén: Ediciones del Lunar. ISBN 978-84-95331-08-3.